# Robert Strassburg
Robert Strassburg (Birmingham (Alabama), 30 août 1915 – Laguna Woods , 25 octobre 2003) est un chef d'orchestre, compositeur, musicologue et éducateur musical américain du xxe siècle. Ses études musicales sont réalisées sous la supervision de grands compositeurs tels qu'Igor Stravinsky, Walter Piston et Paul Hindemith, avec qui il étudie à Tanglewood,,. Il effectue ses études académiques au New England Conservatory of Music et à l'Université de Harvard, où il obtient une bourse de composition. Il termine également un doctorat en arts plastiques à l'American Jewish University de Los Angeles. En tant que musicologue, Robert Strassburg est considéré comme une autorité sur l'œuvre d'Ernest Bloch.

## Biographie
Les contributions de Robert Strassburg au développement de l'enseignement de la musique aux États-Unis sont de nature étendue et globale. Après avoir servi en tant que conférencier au Brooklyn College (1947-1950), il obtient un poste en tant qu'artiste en résidence à l'Institut des Arts Brandeis de Californie (1951-1955). Au cours de ses années à Miami, il fonde en 1958, le All-Miami Youth Symphony et en est le chef d'orchestre jusqu'en 1961. L'ensemble est connu aujourd'hui comme le Greater Miami Youth Symphony  et est l'une des plus anciennes formations orchestrales de jeunes gens de Floride. Des contributions supplémentaires sont effectuées en tant qu'assistant du doyen de l'École des Beaux-Arts à l'Université du Judaïsme (maintenant l'American Jewish University) à Los Angeles (1961-1966). Cela a abouti à une nomination de professeur de musique en 1966, à l'Université d'État de Californie à Los Angeles.
Les contributions de Robert Strassburg en tant que compositeur, sont également sur une large durée de cinquante ans. Une première composition intitulée, Lost (« Perdu ») est achevée dès 1945 et reçoit des éloges de la critique. Au titre de directeur musical pour diverses synagogues, il a exprimé un vif intérêt pour la musique de la liturgie juive et composé plusieurs œuvres de musique religieuse. Beaucoup de compositions laïques sont créées aussi pendant les années suivantes, notamment plus de trente mises en musique de poèmes de Walt Whitman. Des années plus tard, une monumentale Symphonie chorale, en dix mouvements, est composée en l'honneur du poète Walt Whitman, intitulée Feuilles d'Herbe (Leaves of Grass, 1992). Robert Strassburg a également contribué à diverses musiques de film et la musique de scène de productions théâtrales : le Roi Lear, La Rose tatouée, Anne des mille jours et The House I Live In.
Robert Strassburg a inspiré plusieurs générations de jeunes musiciens en herbe, en sa qualité de professeur d'université, de professeur de composition et chef d'orchestre. Son style  d'enseignement patient et son dévouement enthousiaste à l'excellence, a frappé pareillement l'ensemble de ses élèves. Plusieurs de ses étudiants dans les années 1940 et 1950, ont émergé comme musiciens, solistes et compositeurs de pièces orchestrales remarqués. Parmi ce groupe se trouve, John Serry Sr., un accordéoniste de concert, arrangeur et compositeur, ainsi que le compositeur Yehudi Wyner.
Robert Strassburg est l'auteur d'une biographie critique d'Ernest Bloch, publié en 1977 et intitulé, Ernest Bloch: Voice in the Wilderness 679030386 (« La voix dans le désert »), d'après le titre d'une œuvre de Bloch pour violoncelle et orchestre. Le matériel de recherche associés à cette publication ainsi que les notes de Strassburg, sont accessibles à la Collection pour les arts de la scène  Belknap. La collection est archivée à des fins de recherche à l'Université de Floride à Gainesville.

## Influences musicales
Strassburg appréciait le contact étroit avec plusieurs autres compositeurs de son époque, y compris :
- Paul Ben-Haim
- Mario Castelnuovo-Tedesco
- Julius Chajes
- Eric Zeisl

## Œuvres musicales
- Lost (1945)[5]
- 4 Bibilical Statements (1946)
- Fantaisie et Allegro (1947)[8]
- Torah Sonata (pour piano, 1950)
- Le patrimoine du ciel (pour orchestre à cordes, 1955)[6]
- Chelm (Opéra, 1956)[9],[10]
- Psaume 117 (œuvre chorale, 1965)[6]
- Tropal Suite (pour quatuor à cordes, 1967)
- Terecentenary Suite (pour alto et piano)
- Patriarches (pour orchestre à cordes)
- Les Migrations D'Une Mélodie (pour narrateur baryton et orchestre de chambre)
- Symphonie Fête des Lumières (pour orchestre à cordes)
- Les feuilles de l'Herbe : une symphonie chorale (1992)[11]
- Mah Tavu: High Holiday (pour Cantor, chœur mixte (SATB) avec clavier en option, 1993 [12]
- Prière de Colomb ( pour voix et piano, 1993) [13]
- Trois « Feuilles d'Herbe » - une trilogie Walt Whiteman (pour piano, 1996)
- Cycle Walt Whiteman (pour ténor et orchestre)[6]
- Congo Square (Opéra)[6]
- Kabbalat Shabbat (Liturgique)[6]
- Horizons Mosaïque (Liturgique)[6]

## Archives
Des enregistrements audio de plusieurs œuvres liturgiques, composées par Robert Strassburg sont archivées par les Archives de la musique Juive Milken.